# You Don’t Understand Me
You Don’t Understand Me ist ein Pop-Song des schwedischen Pop-Duos Roxette aus dem Jahr 1995. Er wurde von Per Gessle gemeinsam mit Desmond Child geschrieben.

## Inhalt und Hintergrund
You Don’t Understand Me thematisiert eine Beziehungskrise. So meint die Sängerin in dem Lied, dass ihr Liebling sie einfach nicht verstehe. Er kenne ihre Gefühle nicht und wisse nicht, wie sehr sie ihn brauche.
Die Aufnahme des Liedes entstand in den Abbey Road Studios. Für die Entstehung des Liedes arbeitete Per Gessle erstmals mit einem internationalen Songwriter, Desmond Child, zusammen. Der Song wurde 1995 von EMI Records als Single veröffentlicht. Es handelt sich um die erste Singleauskopplung ihres Kompilationsalbums Don’t Bore Us, Get to the Chorus!. Das Musikvideo zur Single wurde unter der Regie von Jonas Åkerlund gedreht.

## Titelliste der Single
Maxi-Single
| #  | Titel                                 | Länge |
| -- | ------------------------------------- | ----- |
| 1. | You Don’t Understand Me               | 4:29  |
| 2. | Crazy About You                       | 3:59  |
| 3. | Harleys & Indians (Riders in the Sky) | 3:44  |

CD-Single
| #  | Titel                   | Länge |
| -- | ----------------------- | ----- |
| 1. | You Don’t Understand Me | 4:28  |
| 2. | Crazy About You         | 3:57  |

## Chartplatzierungen
| ChartsChartplatzierungen     | Höchstplatzierung | Wochen |
| ---------------------------- | ----------------- | ------ |
| Deutschland (GfK)            | 44 (11 Wo.)       | 11     |
| Österreich (Ö3)              | 25 (7 Wo.)        | 7      |
| Schweden (GLF)               | 9 (14 Wo.)        | 14     |
| Vereinigtes Königreich (OCC) | 42 (2 Wo.)        | 2      |